# Clocha
La clocha (en catalán, clotxa) es un plato tradicional típico de las comarcas de Ribera de Ebro, El Priorato y la Tierra Alta, en el interior de la provincia de Tarragona, España, que preparaban los payeses para comerlo en el campo después de desempeñar las duras tareas agrícolas. Consiste en un pan vaciado de miga y rellenado de arenques y cebollas, tomates y ajos escalivados.
En las localidades de Mora la Nueva y Flix, se celebra la "Feria gastronómica de la Clocha", donde se puede degustar esté genuino plato. También el "Consejo Comarcal de la Ribera de Ebro" patrocina la "Fiesta de la clocha" que transcurre desde el 11 de febrero hasta el uno de mayo, que consiste en la promoción de la clocha en los restaurantes de toda la comarca.
Según Josep Gironès Descarrega, el nombre quizá derive del francés cloche ('campana'), por su forma. Probablemente esté relacionado con los términos catalanes clot ('hoyo, agujero'), closca ('caparazón'), etc..

## Elaboración
La preparación tradicional de una buena clocha comienza por escalivar (asar al fuego directo) el tomate, los ajos y el arenque. Mientras se corta la hogaza por la mitad y se le retira la miga, intentando que salga de una pieza. Se rellena y finalmente se aliña generosamente con aceite de oliva virgen extra y se tapa de nuevo con la miga.
Nuevos derivados de la clocha se han hecho con bacalao, salchicha o tocino en vez de arenque. La receta de Jaume Fàbrega incluye pimientos escalivados.